# T-72B3
T-72B3 je ruská komplexní modernizace hlavního bojového tanku sovětské výroby T-72.

## Nasazení

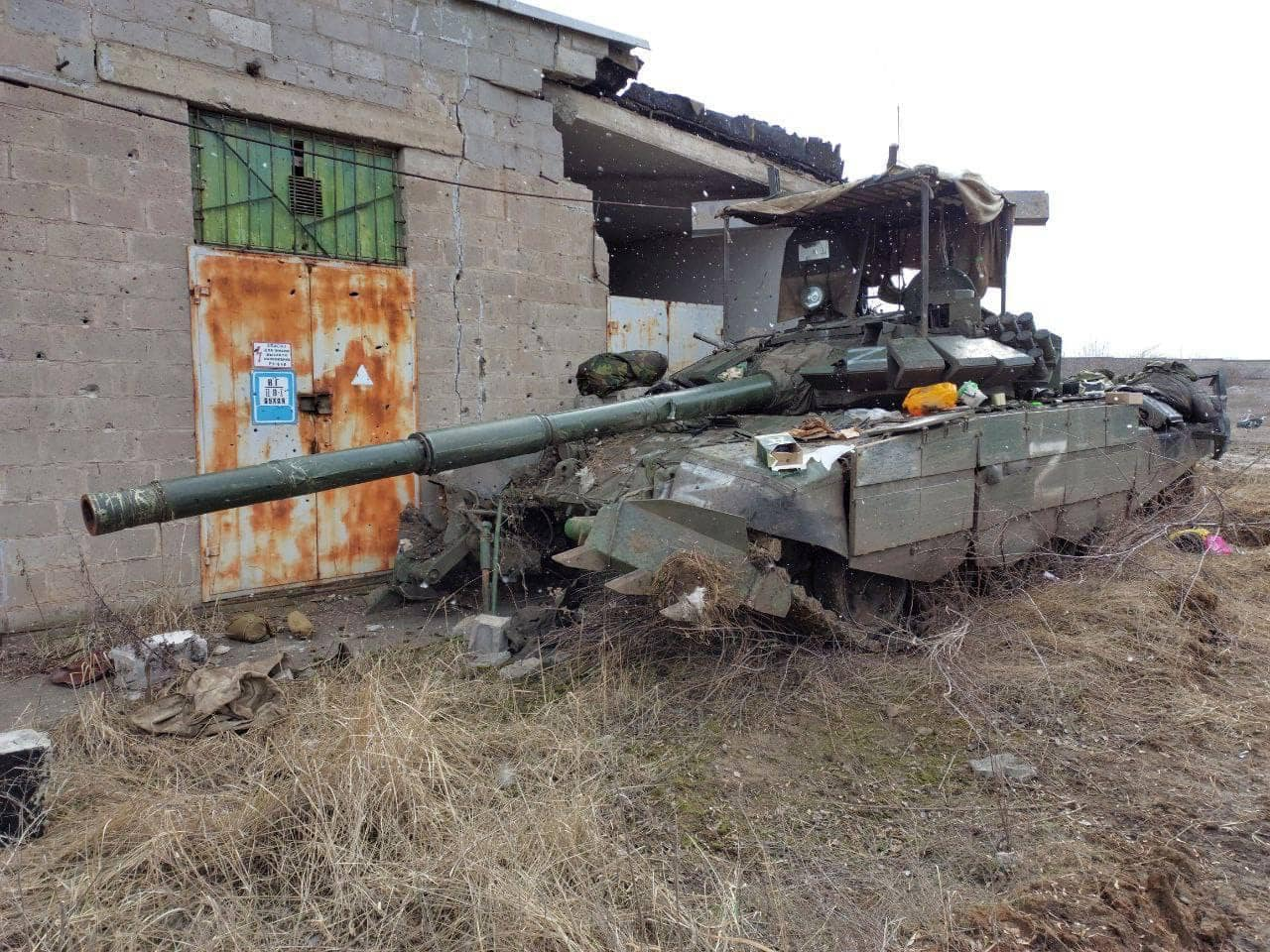
T-72B3 vyřazený z boje v bitvě o Mariupol

Jediným uživatelem těchto tanků je Rusko prostřednictvím Ozbrojených sil Ruské federace. Nasazeny byly dle doložených tvrzení například v roce 2015 během války na východní Ukrajině. Jelikož však nebyly označené,[zdroj⁠?!] nebylo jasné,[ujasnit] kdo tankům velel. V bojích na východní Ukrajině se tankovým silám ukrajinské armády podařilo vyřadit několik ruských T-72B3, ale k překonání jejich reaktivního pancéřování bylo typicky potřeba více zásahů.
Dne 12. března 2017 byl viděn jeden kus poblíž syrské Palmýry avšak pod ruskými barvami.[zdroj⁠?!]
Stroje T-72B3 byly ruskými pozemními silami nasazeny také do útoku na Ukrajinu započatého v únoru 2022. Zde se staly občasnou trofejní kořistí ukrajinské armády.

## Uživatelé
- Rusko
  - Ozbrojené síly Ruské federace
- Ukrajina
  - Ukrajinské pozemní síly (exempláře ukořistěné po únoru 2022)[6]